# Siebensteinkopf

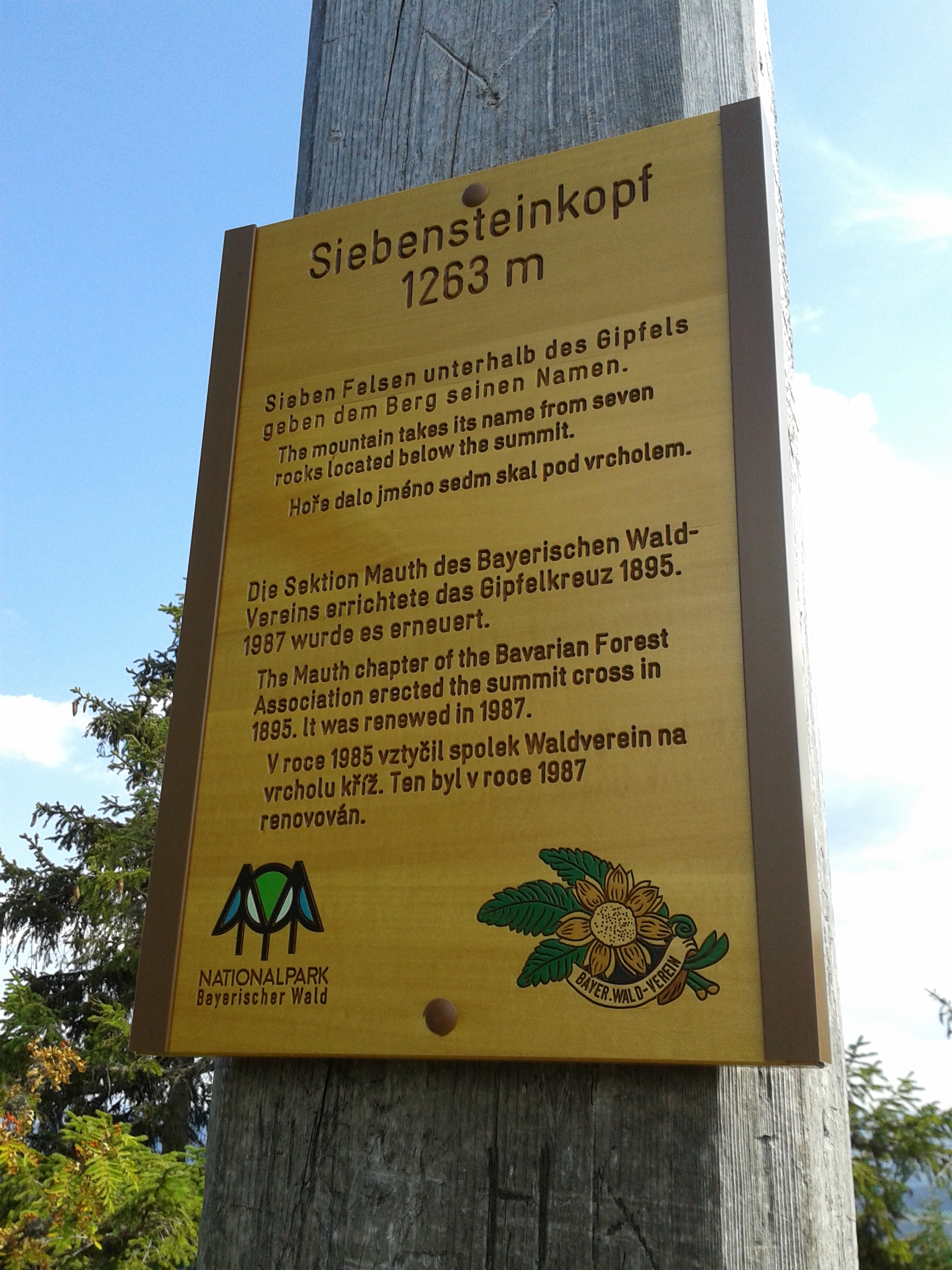
Vicejazyčná tabule na vrcholovém kříži hory Siebensteinkopf

Siebensteinkopf (1263 m n. m.) je hora na jihovýchodním okraji Národního parku Bavorský les v německé části Šumavy. Nachází se ve spolkové zemi Bavorsko, asi 1,5 kilometru od zaniklé obce Bučina, necelý jeden kilometr západním směrem od česko-německé hranice (hraniční přechod Bučina).

## Blízké turistické cíle a orientační body
Následující místa jsou vztažena k vrcholu hory Siebensteinkopf:
- Severně je ve vzdálenosti asi 1,3 km[p 1] na české straně Šumavy vrcholek hory Stráž (1308 m n. m.).
- Západně je ve vzdálenosti necelého jednoho kilometru[p 1] na úpatí hory v německé části Šumavy bývalá nádrž na plavení dřeva nazývaná Reschbachklause. K plavení dřeva se nádrž používala až do počátku 50. let dvacátého století.[1] V roce 1976 byla správou Národního parku Bavorský les renovována jako historická technická památka.[1]
- Jihovýchodním směrem asi 1,3 km[p 1] je v německé části Šumavy splavovací nádrž Teufelsbachklause.
- Jihozápadním směrem je ve vzdálenosti asi 4 km[p 1] v německé části Šumavy vrcholek hory Steinfleckberg (1341 m n. m.)

Blízké turistické cíle a orientační body
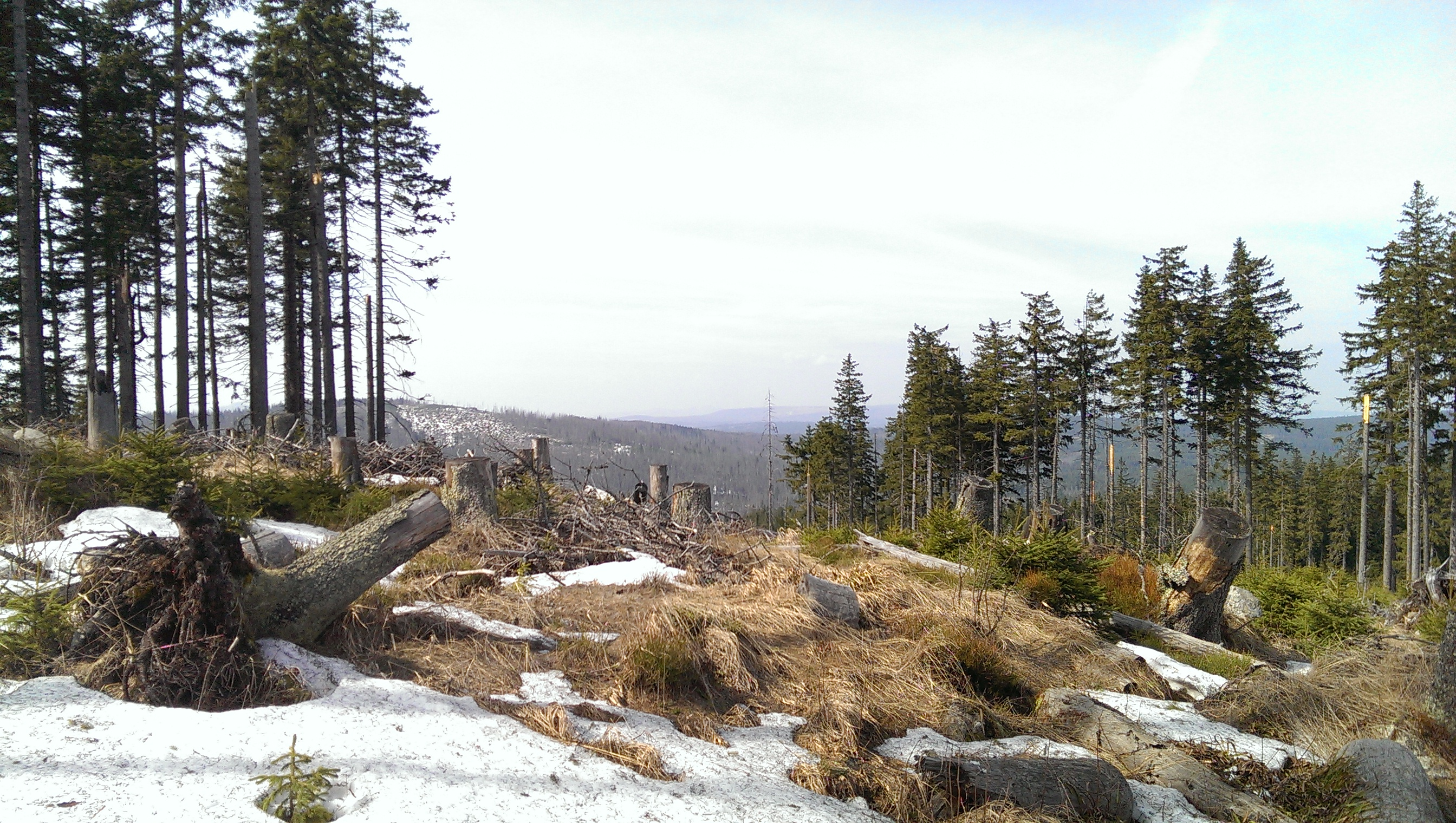
Hora Stráž
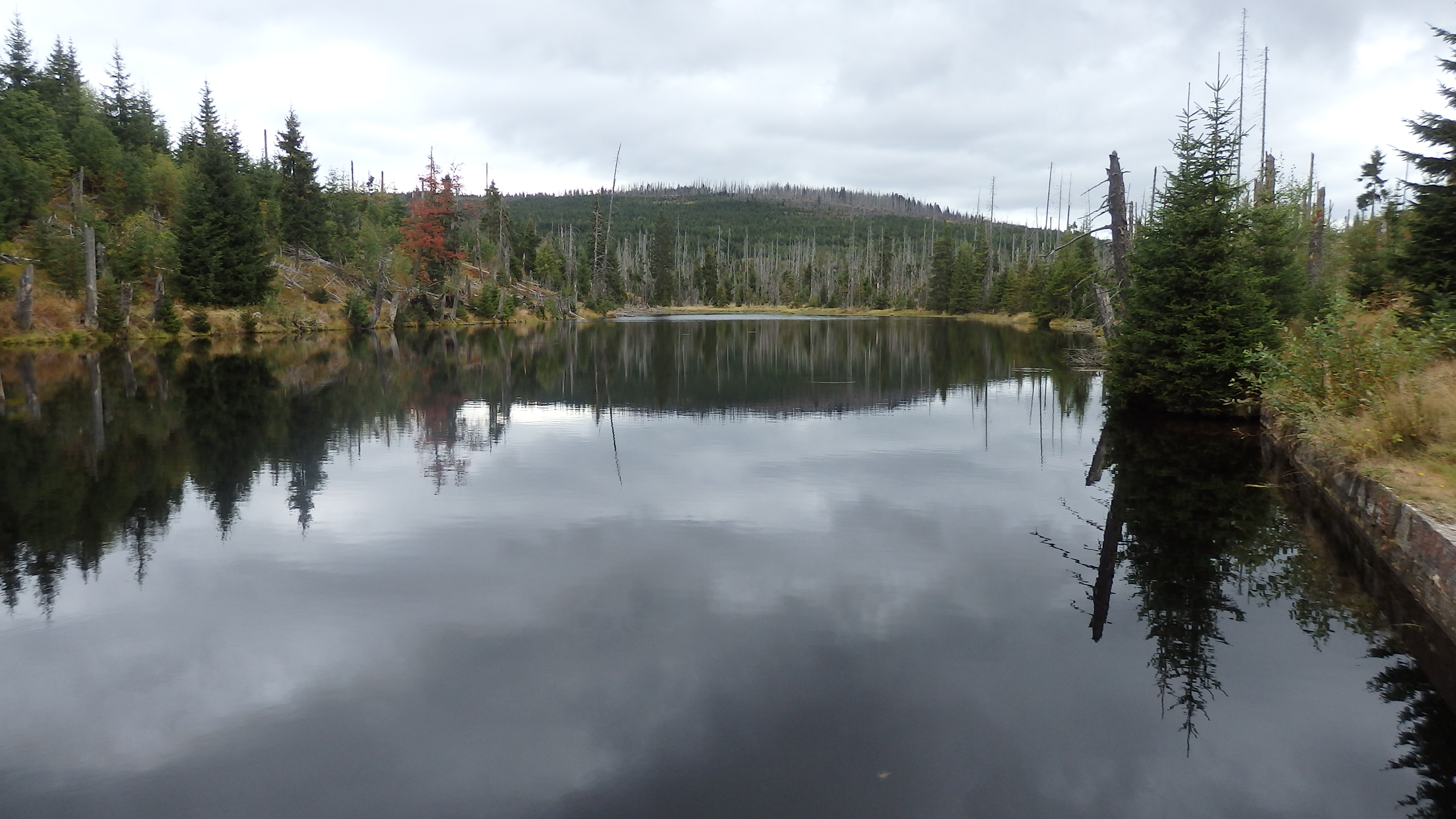
Vodní nádrž Reschbachklause
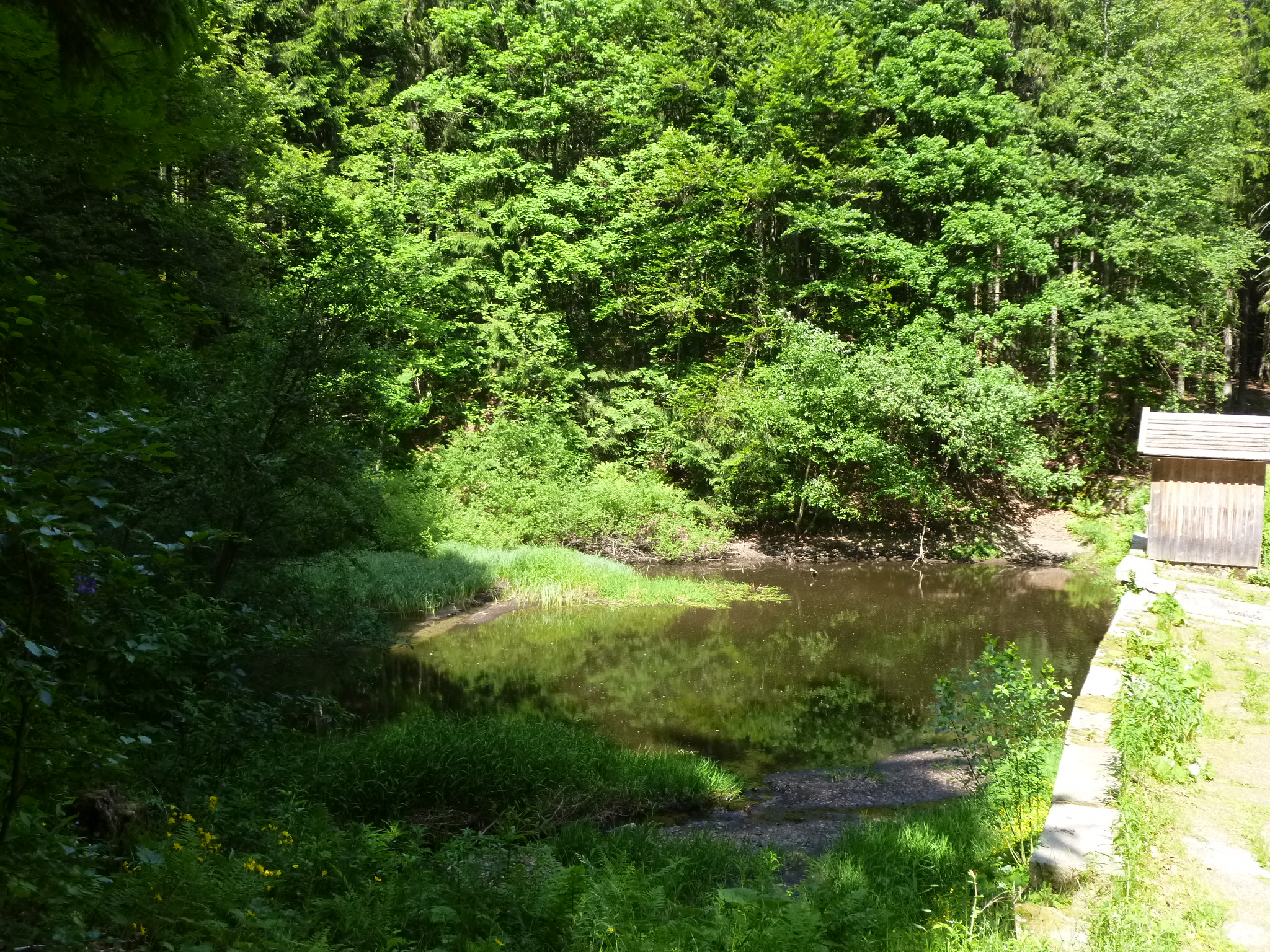
Splavovací nádrž Teufelsbachklause
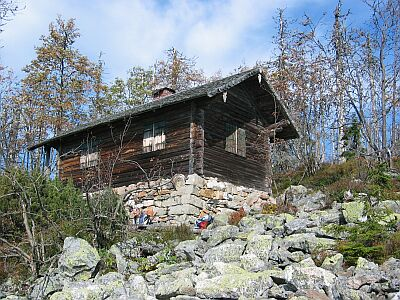
Chata "Steinfleck Hütte" pod vrcholkem hory Steinfleckberg

## Dostupnost
- Od hraničního přechodu Bučina po silnici do nitra Německa (směr Finsterau). Zhruba po 200 metrech odbočit doprava a po značené trase (Sperlingsklauz – Rundweg Siebensteinfelsen) pokračovat asi 850 metrů k odbočce (Hauptwanderweg) na vrchol hory Siebensteinkopf.
- Z obce Kvildy po modré turistické značce k prameni Vltavy a odtud pokračovat na rozcestí ("U pramene Vltavy") s červenou turistickou značkou. Odtud pokračovat doleva společně po červené a modré turistické značce (asi 430 metrů) směrem k rozcestí "Na strážní stezce". Zde se odděluje modrá od červené a dále pokračovat po modré turistické značce směrem ke státní hranici. Zhruba po 660 metrech je hraniční přechod pro pěší: "Pramen Vltavy - Siebensteinkopf". Ten byl otevřen 15. července 2009 a je možné přes něj přecházet celoročně.[1] Z hraničního přechodu územím na německé straně po 500 metrech je vrcholek hory Siebensteinkopf.

## Název
Vrchol Siebensteinkopf je součástí skalního hřebene. Ten je rozdělen na sedm velkých skalních uskupení. Celá tato skalní skupina pak nese označení Siebensteinfelsen a je na českých turistických rozcestnících a směrovkách překládána a označována jako "Sedmiskalí". V lyrickém líčení této části Šumavy použila Eliška Krásnohorská pro vrchol Siebensteinkopf označení "Sedmikamenník" (Siebensteinfels).